# Sibiu Cycling Tour 2020
De 10e editie van de wielerwedstrijd Sibiu Cycling Tour vond plaats van 23 tot en met 26 juli 2020. De start en finish waren in Sibiu. De ronde maakte deel uit van de UCI Europe Tour 2020, in de categorie 2.1. De Oostenrijker Gregor Mühlberger volgde de Costaricaan Kevin Rivera op als winnaar.

## Deelname
Er gingen twee UCI World Tour-ploegen, drie UCI ProTeams, zestien continentale teams en een nationale selectie van start, met maximaal zes renners.
| WorldTour                             | ProTeam                                             | Continentaal | Continentaal | Nationale selectie |
| ------------------------------------- | --------------------------------------------------- | --- | --- | ------------------ |
| BORA-hansgrohe Israel Start-Up Nation | NIPPO DELKO One Provence Vini Zabù-KTM Bardiani CSF | Team Novak Giotti Victoria À Bloc CT Akros-Excelsior-Thömus Elkov-Kasper Cycling Team Friuli ASD D'Amico UM Tools Amore & Vita-Prodir | Mazowsze Serce Polski CCC Development Team Voster ATS Team Bike Aid Meridiana Kamen Team Work Service Dynatek Vega Team SKS Sauerland NRW Wibatech Merx 7R | Roemenië           |

## Etappe-overzicht
| Etappe  | Datum   | Start            | Finish       | Type                | Afstand  | Winnaar           | Klassementsleider |
| ------- | ------- | ---------------- | ------------ | ------------------- | -------- | ----------------- | ----------------- |
| Proloog | 23 juli | Sibiu            | Sibiu        | Individuele tijdrit | 2,5 km   | Nikodemus Holler  | Nikodemus Holler  |
| 1       | 24 juli | Sibiu            | Bâleameer    | Bergrit             | 183 km   | Gregor Mühlberger | Patrick Konrad    |
| 2       | 25 juli | Sibiu            | Sibiu        | Heuvelrit           | 181,2 km | Pascal Ackermann  | Patrick Konrad    |
| 3a      | 26 juli | Curmătura Ștezii | Arena Platoș | Individuele tijdrit | 12,5 km  | Gregor Mühlberger | Gregor Mühlberger |
| 3b      | 26 juli | Sibiu            | Sibiu        | Vlakke rit          | 109 km   | Pascal Ackermann  | Gregor Mühlberger |

## Klassementenverloop
| Etappe       | Winnaar           | Algemeen klassement · | Bergklassement ·  | Sprintklassement · | Puntenklassement · | Jongerenklassement · | Ploegenklassement ·  |
| ------------ | ----------------- | --------------------- | ----------------- | ------------------ | ------------------ | -------------------- | -------------------- |
| Proloog      | Nikodemus Holler  | Nikodemus Holler      | niet uitgereikt   | niet uitgereikt    | Nikodemus Holler   | Kacper Walkowiak     | CCC Development Team |
| 1            | Gregor Mühlberger | Patrick Konrad        | Gregor Mühlberger | Paweł Bernas       | Patrick Konrad     | Erik Bergström Frisk | Vini Zabù-KTM        |
| 2            | Pascal Ackermann  | Patrick Konrad        | Gregor Mühlberger | Paweł Bernas       | Rudy Barbier       | Petr Kelemen         | Vini Zabù-KTM        |
| 3a           | Gregor Mühlberger | Gregor Mühlberger     | Gregor Mühlberger | Paweł Bernas       | Gregor Mühlberger  | Erik Bergström Frisk | Elkov-Kasper         |
| 3b           | Pascal Ackermann  | Gregor Mühlberger     | Gregor Mühlberger | Paweł Bernas       | Gregor Mühlberger  | Erik Bergström Frisk | Elkov-Kasper         |
| 0Eindstanden | 0Eindstanden      | Gregor Mühlberger     | Gregor Mühlberger | Paweł Bernas       | Gregor Mühlberger  | Erik Bergström Frisk | Elkov-Kasper         |